# Lindsay Burns
Lindsay Burns –posteriormente conocida por sun nombre de casada Lindsay Barbier– (Big Timber, 6 de enero de 1965) es una científica y deportista estadounidense que compitió en remo.
Participó en los Juegos Olímpicos de Atlanta 1996, obteniendo una medalla de plata en la prueba de doble scull ligero. Ganó cuatro medallas en el Campeonato Mundial de Remo entre los años 1987 y 1994.
Estudió Neuropsicología en la Universidad de Harvard, y se doctoró en Neurociencia en la Universidad de Cambridge. Trabaja como investigadora en el área de neurociencia de la empresa farmacéutica Cassava Sciences.

## Palmarés internacional
| Juegos Olímpicos   | Juegos Olímpicos              | Juegos Olímpicos  | Juegos Olímpicos          |
| Año                | Lugar                         | Medalla           | Prueba                    |
| ------------------ | ----------------------------- | ----------------- | ------------------------- |
| 1996               | Atlanta (Estados Unidos)      | Medalla de plata  | Doble scull ligero        |
| Campeonato Mundial |                               |                   |                           |
| Año                | Lugar                         | Medalla           | Prueba                    |
| 1987               | Copenhague (Dinamarca)        | Medalla de oro    | Cuatro sin timonel ligero |
| 1990               | Tasmania (Australia)          | Medalla de plata  | Doble scull ligero        |
| 1991               | Viena (Austria)               | Medalla de plata  | Doble scull ligero        |
| 1994               | Indianápolis (Estados Unidos) | Medalla de bronce | Doble scull ligero        |